# Bobsleeën op de Olympische Winterspelen 2002
Bobsleeën is een van de sporten die beoefend werden tijdens de Olympische Winterspelen 2002 in Salt Lake City.

## Heren

### 2-mansbob
| rang   | sporter(s)                            | land     | tijd    |
| ------ | ------------------------------------- | -------- | ------- |
| Goud   | Christoph Langen Markus Zimmermann    | GER - I  | 3:10.11 |
| Zilver | Christian Reich Steve Anderhub        | SUI - I  | 3:10.20 |
| Brons  | Martin Annen Beat Hefti               | SUI - II | 3:10.62 |
| 4      | Todd Hays Garrett Hines               | USA - I  | 3:10.65 |
| 5      | Pierre Lueders Giulio Zardo           | CAN - I  | 3:10.73 |
| 6      | René Spies Franz Sagmeister           | GER - II | 3:10.84 |
| 7      | Wolfgang Stampfer Martin Schützenauer | AUT - I  | 3:11.16 |
| 8      | Günther Huber Antonio Tartaglia       | ITA - I  | 3:11.64 |
|        |                                       |          |         |
| 16     | Arend Glas Marcel Welten              | NED - I  | 3:13.08 |

### 4-mansbob

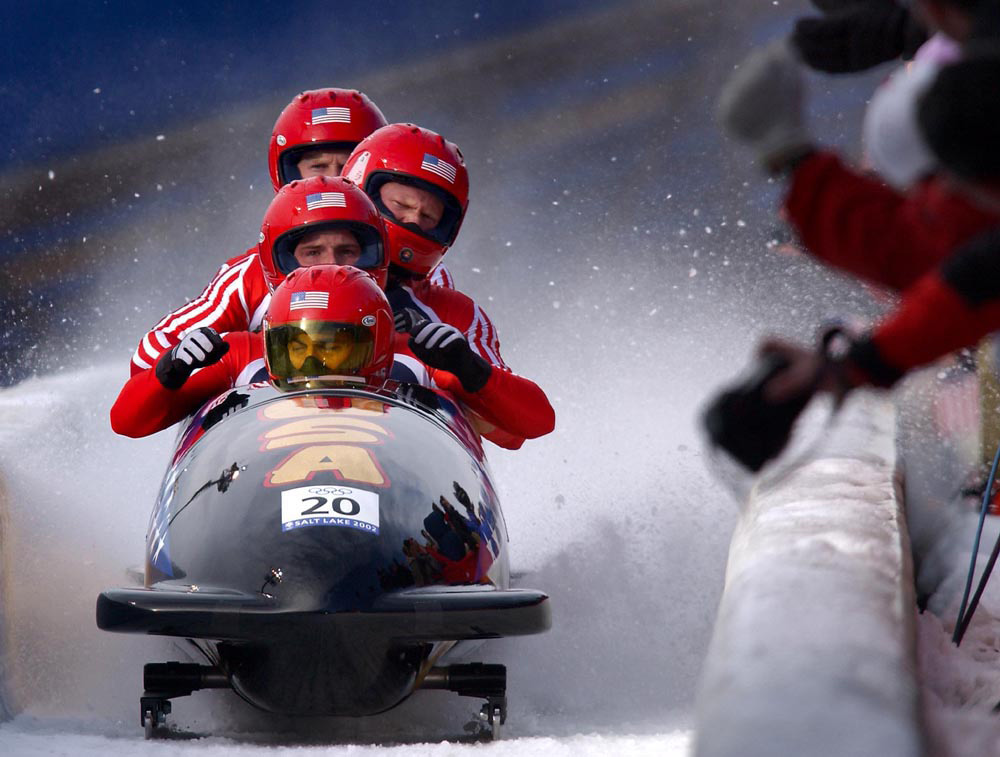
USA - II

| rang   | sporter(s)                                                         | land     | tijd    |
| ------ | ------------------------------------------------------------------ | -------- | ------- |
| Goud   | André Lange Enrico Kühn Kevin Kuske Carsten Embach                 | GER - II | 3:07.51 |
| Zilver | Todd Hays Randy Jones Bill Schuffenhauer Garrett Hines             | USA - I  | 3:07.81 |
| Brons  | Brian Shimer Mike Kohn Doug Sharp Dan Steele                       | USA - II | 3:07.86 |
| 4      | Martin Annen Silvio Schaufelberger Beat Hefti Cédric Grand         | SUI - I  | 3:07.95 |
| 5      | Bruno Mingeon Eric le Chanony Christophe Fouquet Alexandre Arbez   | FRA - I  | 3:08.56 |
| 6      | Christian Reich Steve Anderhub Guido Acklin Urs Aeberhard          | SUI - II | 3:08.59 |
| 7      | Sandis Prūsis Mārcis Rullis Jānis Silarājs Jānis Ozols             | LAT - I  | 3:09.06 |
| 8      | Jevgeni Popov Piotr Makartsjoek Sergei Goloebev Dmitri Stepoesjkin | RUS - I  | 3:09.15 |
|        |                                                                    |          |         |
| 17     | Arend Glas Arnold van Calker Timothy Beck Marcel Welten            | NED - I  | 3:10.38 |

## Dames

### 2-mansbob
| rang   | sporter(s)                              | land     | tijd    |
| ------ | --------------------------------------- | -------- | ------- |
| Goud   | Jill Bakken Vonetta Flowers             | USA - II | 1:37.76 |
| Zilver | Sandra Prokoff Ulrike Holzner           | GER - I  | 1:38.06 |
| Brons  | Susi Erdmann Nicole Herschmann          | GER - II | 1:38.29 |
| 4      | Françoise Burdet Katharina Sutter       | SUI - I  | 1:38.34 |
| 5      | Jean Racine Gea Johnson                 | USA - I  | 1:38.73 |
| 6      | Eline Jurg Nannet Kiemel                | NED - I  | 1:39.18 |
| 7      | Gerda Weissensteiner Antonella Bellutti | ITA - I  | 1:39.21 |
| 8      | Viktoria Tokovaja Kristina Bader        | RUS - I  | 1:39.27 |
|        |                                         |          |         |
| 10     | Ilse Broeders Jeannette Pennings        | NED - II | 1:39.37 |

## Medaillespiegel
| rang | land             | goud | zilver | brons | totaal |
| ---- | ---------------- | ---- | ------ | ----- | ------ |
| 1    | Duitsland        | 2    | 1      | 1     | 4      |
| 2    | Verenigde Staten | 1    | 1      | 1     | 3      |
| 3    | Italië           | 0    | 1      | 1     | 2      |
|      |                  | 3    | 3      | 3     | 9      |